# Ronnachai Sukkum
Ronnachai Sukkum (thailändisch รณชัย สุขขุม, * 2. Februar 1998) ist ein thailändischer Fußballspieler.

## Karriere
Ronnachai Sukkum stand seit mindestens Mitte 2019 beim Khon Kaen FC unter Vertrag. Der Verein aus Khon Kaen, einer Stadt in der Provinz Khon Kaen in der Nordostregion von Thailand, dem Isan, spielte in der zweiten Liga des Landes, der Thai League 2. Sein Zweitligadebüt für Khon Kaen gab er am 9. Februar 2019 im Heimspiel gegen den Lampang FC. Hier wurde er in der 88. Minute für Nawamin Chaiprasert eingewechselt. Mit einer Unterbrechung, in der er beim Drittligisten Ubon Ratchathani FC spielte, wurde sein Vertrag Ende Juni 2021 nicht verlängert.